# Dougie Thomson

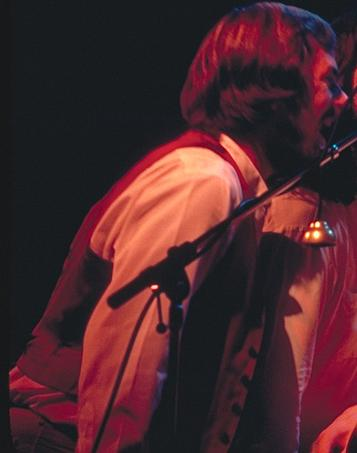
Dougie Thomson

Douglas Campbell "Dougie" Thomson (Glasgow 24 maart 1951) is een Brits basgitarist, voornamelijk bekend vanwege zijn werk met Supertramp. Thomson was de benjamin in de samenstelling van Supertramp, die gedurende de jaren furore maakte met albums als Crime of the Century en Famous Last Words.
Het gezin verhuisde naar Rutherglen.Thomson slaagde voor zijn middelbare school als andere toekomstige bandleden er al diverse bandjes op hebben zitten zoals The Joint (met Rick Davies) en The Alan Bown Set (met John Helliwell). In 1969 trad hij toe tot zijn eerste bandje The Beings uit Glasgow. In september 1971 trad Thomson toe tot The Alan Bown Set; Supertramp (met alleen Davies en Roger Hodgson) is dan al toe aan haar tweede elpee: Indelibly Stamped. In februari 1972 ging Thomson bij Supertramp spelen, zonder dan al vast lid van de band te zijn.. 1973 is cruciaal jaar van de band; Davies en Hodgson zetten andere bandleden aan de kant en laten andere solliciteren. Thomson werd vaste bassist. In augustus sloot Bob Siebenberg zich bij Supertramp aan, een maand later gevolgd door Helliwell.  In november 1973 ging Supertramp de studio in voor Crime of the Century. Als in 1988 de band er voor het eerst mee op houdt, gaat Thomson werken bij een muziekuitgeverij en gaat verder in de managementbusiness. Plaats van verblijf is dan Chicago.
Supertramp heeft sinds 1988 een aantal reünies gekend, Thomson is daar altijd ver van gebleven. Hij had onenigheid met Davies over het wel of niet spelen van de muziek van Hodgson. Hij beoefende gedurende zijn Supertramp-pensioen de zeilsport. Hij heeft vier kinderen.
- MusicBrainz: f608b2e9-5527-4a3d-aafc-5a5f3e9694b7
- Nationale Bibliotheek van Tsjechië: xx0199817
- Virtual International Authority File: 165144928877654440264